# Landkreis Spree-Neiße
Der Landkreis Spree-Neiße (niedersorbisch wokrejs Sprjewja-Nysa, amtlich Landkreis Spree-Neiße/Wokrejs Sprjewja-Nysa) ist ein Landkreis im Südosten des Landes Brandenburg. Sitz der Kreisverwaltung ist die Stadt Forst (Lausitz).

## Geografie
Der Landkreis Spree-Neiße liegt in der Niederlausitz und umschließt die kreisfreie Stadt Cottbus vollständig (Kragenkreis). Im Kreisgebiet liegen Teile des Oberspreewaldes im Nordwesten, die Lieberoser Heide im Norden und der Muskauer Faltenbogen im Südosten. Nachbarkreise sind im Norden der Landkreis Oder-Spree, im Osten die Republik Polen mit den Landkreisen Krosno und Żary, im Süden die sächsischen Landkreise Görlitz und Bautzen, im Westen der Landkreis Oberspreewald-Lausitz und im Nordwesten der Landkreis Dahme-Spreewald. Der Landkreis Spree-Neiße ist der östlichste Landkreis Brandenburgs.

## Gemeinden
Seit der Auflösung der Gemeinde Hornow-Wadelsdorf am 1. Januar 2016 umfasst der Landkreis Spree-Neiße noch 29 Gemeinden, darunter sieben Städte. Nach der amtlichen Feststellung 2016 waren 20 Gemeinden und zwei weitere Ortsteile von ansonsten deutschsprachigen Städten oder Gemeinden offiziell zweisprachig (Deutsch, Niedersorbisch).
(Einwohner am 31. Dezember 2024)
| Amtsfreie Städte 1. Drebkau – Drjowk (5455) 2. Forst (Lausitz) – Baršć (17.155) 3. Guben (15.794) 4. Spremberg – Grodk (21.140) 5. Welzow – Wjelcej (3102) Weitere amtsfreie Gemeinden 1. Kolkwitz – Gołkojce (9265) 2. Neuhausen/Spree – Kopańce (4814) 3. Schenkendöbern (3401) | Ämter und zugehörige Gemeinden ¹ Gemeinde führt keinen amtlichen sorbischen Namen, hat aber einen zweisprachigen Ortsteil 1. Amt Burg (Spreewald) – Amt Bórkowy (Błota) (8952) 1. Briesen – Brjazyna (776) 2. Burg (Spreewald) – Bórkowy (Błota) (4179) 3. Dissen-Striesow – Dešno-Strjažow (934) 4. Guhrow – Góry (510) 5. Schmogrow-Fehrow – Smogorjow-Prjawoz (804) 6. Werben – Wjerbno (1749) 2. Amt Döbern-Land – Amt Derbno-kraj (10.027) (Amtssitz: Döbern) 1. Döbern – Derbno, Stadt (3066) 2. Felixsee – Feliksowy Jazor¹ (1793) 3. Groß Schacksdorf-Simmersdorf (725) 4. Jämlitz-Klein Düben (433) 5. Neiße-Malxetal – Dolina Nyse a Małkse¹ (1530) 6. Tschernitz – Cersk (1142) 7. Wiesengrund – Łukojce (1338) 3. Amt Peitz – Amt Picnjo (10.530) 1. Drachhausen – Hochoza (742) 2. Drehnow – Drjenow (511) 3. Heinersbrück – Móst (564) 4. Jänschwalde – Janšojce (1575) 5. Peitz – Picnjo, Stadt (4301) 6. Tauer – Turjej (682) 7. Teichland – Gatojce (1061) 8. Turnow-Preilack – Turnow-Pśiłuk (1094) |  |

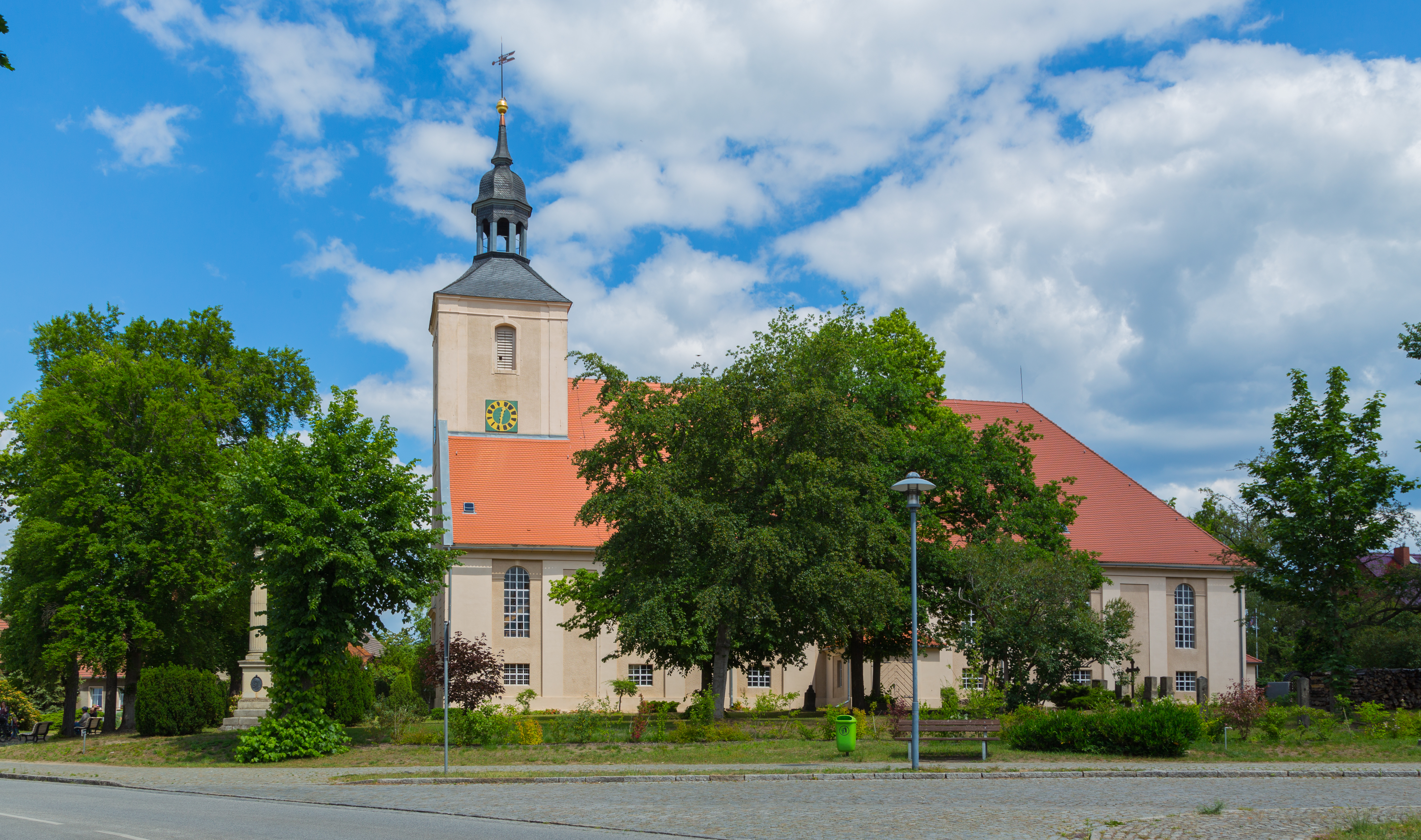
Burg
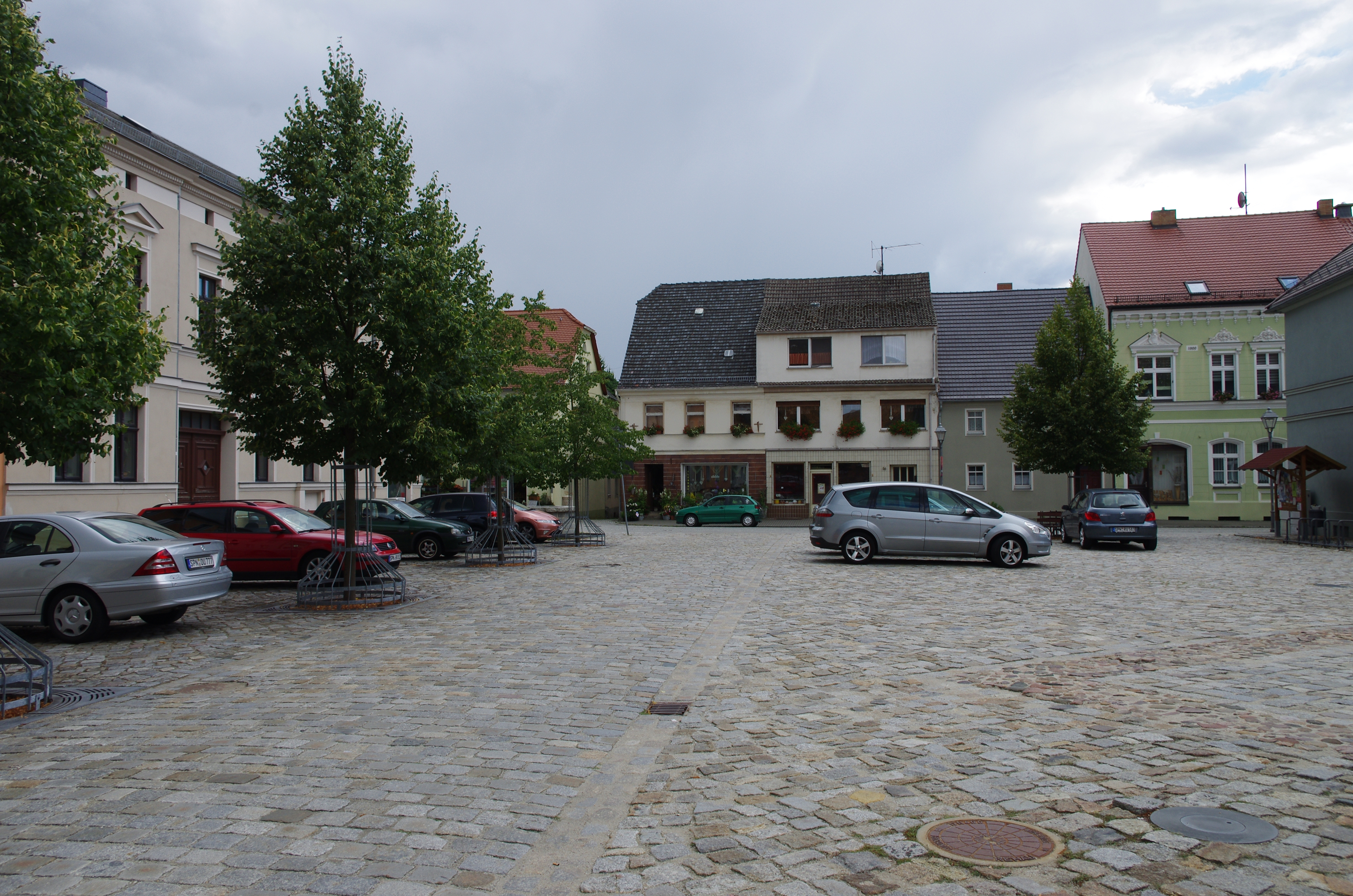
Drebkau
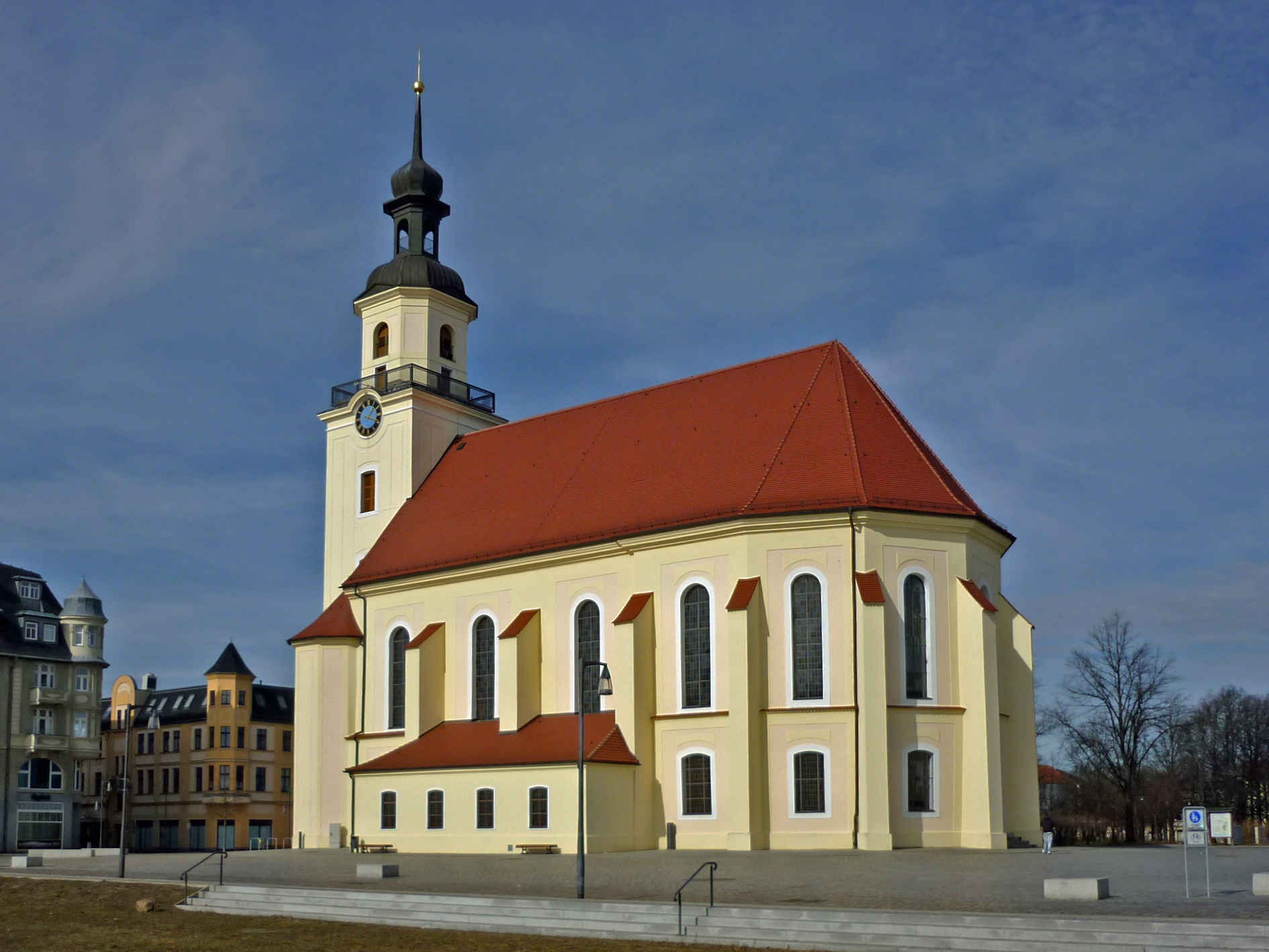
Forst
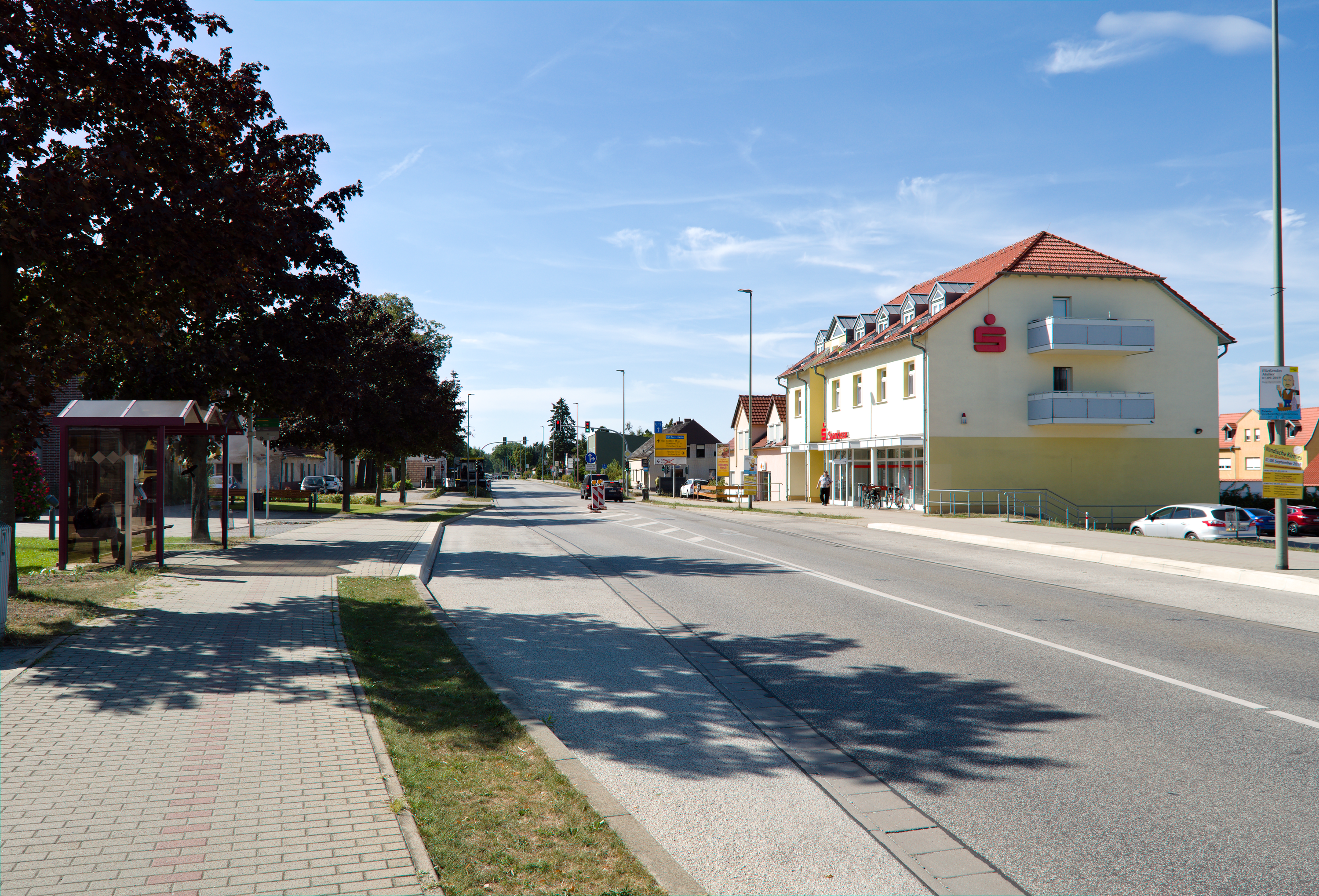
Kolkwitz
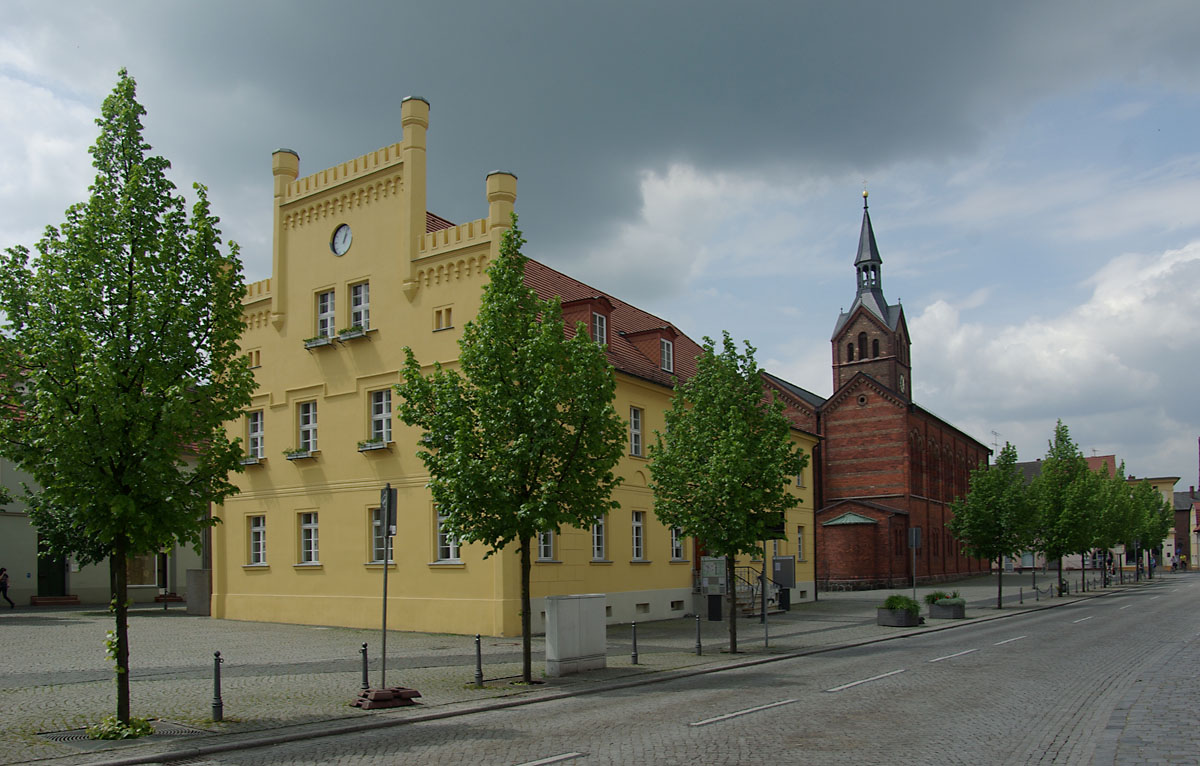
Peitz
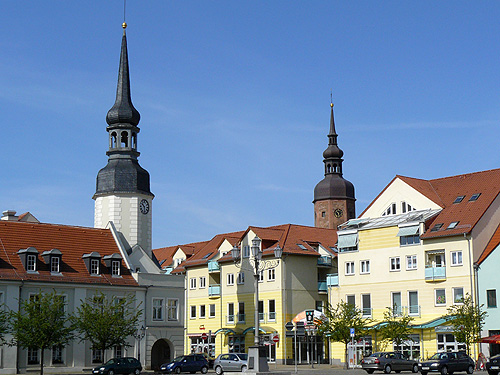
Spremberg

## Geschichte
Der Landkreis Spree-Neiße entstand am 6. Dezember 1993 im Zuge der Kreisreform in Brandenburg aus den Landkreisen Cottbus, Guben, Forst und Spremberg. Der Landkreis Guben, in dem eine Fusion mit dem Landkreis Eisenhüttenstadt und der damals kreisfreien Stadt Eisenhüttenstadt bevorzugt wurde, legte Verfassungsbeschwerde gegen die Kreisreform ein, die jedoch abgelehnt wurde.
Im Rahmen der Gemeindegebietsreform 2003 musste der Landkreis gegen seinen erklärten Willen die Gemeinden Gallinchen, Groß Gaglow und Kiekebusch (vorher Amt Neuhausen/Spree) zur Eingemeindung an die Stadt Cottbus abtreten. Nach dem Willen der Landesregierung sollten gleichzeitig die restlichen Gemeinden dieses Amtes zur amtsfreien Gemeinde Neuhausen/Spree zusammengeschlossen werden. Aufgrund von Formfehlern wurde dieser Zusammenschluss erst mit Wirkung vom 19. September 2004 wirksam.
Bei der für 2019 geplanten Verwaltungsstrukturreform in Brandenburg sollte der Landkreis Spree-Neiße nach einem im Oktober 2016 vorgelegten Entwurf der Landesregierung mit den Landkreisen Elbe-Elster und Oberspreewald-Lausitz sowie der kreisfreien Stadt Cottbus in einem neuen Landkreis Niederlausitz zusammengeschlossen werden. Nach Kritik an den Plänen wurde im Juli 2017 ein Gesetzentwurf vorgestellt, der eine Fusion des Landkreises Spree-Neiße mit der Stadt Cottbus zu einem neuen Landkreis Cottbus-Spree-Neiße vorsah. Nach heftigen Protesten auf kommunaler Ebene wurden die Pläne zur Verwaltungsstrukturreform im November 2017 wieder verworfen.

## Bevölkerungsentwicklung
| Jahr | Einwohner |
| ---- | --------- |
| 1993 | 152.241   |
| 1995 | 153.493   |
| 2000 | 153.827   |
| 2005 | 136.896   |
| 2010 | 126.400   |
| 2015 | 117.635   |

| Jahr | Einwohner |
| ---- | --------- |
| 2020 | 113.011   |
| 2021 | 111.955   |
| 2022 | 111.083   |
| 2023 | 110.580   |
| 2024 | 109.635   |

Gebietsstand und Einwohnerzahl am 31. Dezember des jeweiligen Jahres, von 2011 bis 2021 auf Basis des Zensus 2011, ab 2022 auf Basis des Zensus 2022
Durch die Gemeindegebietsreform vom 26. Oktober 2003 verlor der Kreis etwa 5300 Einwohner an Cottbus.

## Politik

### Kreistag
- Linke: 3
- SPD: 6
- Grüne: 1
- L u. U: 1
- GUB-SPN: 1
- UWG-SPN: 3
- BVB/FW: 3
- FDP: 2
- CDU: 10
- MiBrb: 1
- AfD: 19

- Linke: 3
- SPD: 7
- Freie Bürger: 7
- CDU: 11
- AfD: 19
- fraktionslos: 3

Die 50 Sitze im Kreistag verteilen sich seit der Wahl vom 9. Juni 2024 wie folgt auf Parteien und Wählergruppen:
| Partei/Wählergruppe                        | Ergebnis 2024 | Sitze 2024 |        | Ergebnis 2019 | Sitze 2019 | Ergebnis 2014 | Sitze 2014 | Ergebnis 2008 | Sitze 2008 | Ergebnis 2003 | Sitze 2003 | Ergebnis 1998 | Sitze 1998 |
| AfD                                        | 38,2 %        | 19         | 26,5 % | 13            | 01,8 %     | 1             | –          | –             | –          | –             | –          | –             |            |
| CDU                                        | 20,1 %        | 10         | 20,5 % | 10            | 29,5 %     | 15            | 23,7 %     | 12            | 35,9 %     | 18            | 28,3 %     | 16            |            |
| SPD                                        | 13,0 %        | 6          | 15,0 % | 8             | 20,9 %     | 10            | 23,0 %     | 11            | 20,7 %     | 11            | 34,6 %     | 19            |            |
| Die Linke (bis 2007 PDS)                   | 06,8 %        | 3          | 12,3 % | 6             | 17,7 %     | 9             | 21,8 %     | 11            | 20,1 %     | 10            | 20,3 %     | 11            |            |
| Unabhängige Wählergemeinschaft Spree-Neiße | 05,4 %        | 3          | 05,4 % | 3             | –          | –             | –          | –             | –          | –             | –          | –             |            |
| BVB/Freie Wähler (bis 2009 BVB/50Plus)     | 05,3 %        | 3          | 03,1 % | 2             | 02,9 %     | 2             | 00,8 %     | –             | –          | –             | –          | –             |            |
| FDP                                        | 03,3 %        | 2          | 04,9 % | 3             | 06,8 %     | 3             | 09,1 %     | 5             | 07,8 %     | 4             | 03,8 %     | 2             |            |
| Bündnis 90/Die Grünen                      | 02,1 %        | 1          | 04,6 % | 2             | 02,3 %     | 1             | 01,8 %     | 1             | 01,7 %     | 1             | 02,4 %     | 1             |            |
| Mittelstandsinitiative Brandenburg         | 01,6 %        | 1          | –      | –             | –          | –             | –          | –             | –          | –             | –          | –             |            |
| Wählergruppe Landwirtschaft und Umwelt     | 01,5 %        | 1          | 01,9 % | 1             | 02,2 %     | 1             | 01,9 %     | 1             | 02,0 %     | 1             | 01,3 %     | 1             |            |
| Gruppe Unabhängige Bürger Spree-Neiße      | 01,3 %        | 1          | 02,4 % | 1             | 01,5 %     | 1             | 02,7 %     | 1             | 02,7 %     | 1             | –          | –             |            |
| Die PARTEI                                 | 00,7 %        | –          | –      | –             | –          | –             | –          | –             | –          | –             | –          | –             |            |
| Wählergemeinschaft Gemeinsam für Guben     | 00,5 %        | –          | –      | –             | –          | –             | –          | –             | –          | –             | –          | –             |            |
| Bürger für die Lausitz – Klinger Runde     | –             | –          | 02,3 % | 1             | 03,7 %     | 2             | 04,8 %     | 2             | –          | –             | –          | –             |            |
| NPD                                        | –             | –          | –      | –             | 04,4 %     | 2             | 04,0 %     | 2             | –          | –             | –          | –             |            |
| Spremberger Bürgerinitiative SPB           | –             | –          | –      | –             | 01,3 %     | 1             | –          | –             | –          | –             | –          | –             |            |
| Vereinte Sozialgemeinschaft                | –             | –          | –      | –             | 00,9 %     | 1             | 01,8 %     | 1             | 02,6 %     | 1             | 01,2 %     | 1             |            |
| Wählergemeinschaft Turnow-Preilack         | –             | –          | –      | –             | –          | –             | 01,4 %     | 1             | 01,5 %     | 1             | –          | –             |            |
| Wählergemeinschaft Spremberg-Land          | –             | –          | –      | –             | –          | –             | 01,4 %     | 1             | –          | –             | –          | –             |            |
| DSU                                        | –             | –          | –      | –             | –          | –             | 01,3 %     | 1             | 02,6 %     | 1             | 03,7 %     | 2             |            |
| Einzelbewerber Eberhard Müller             | –             | –          | –      | –             | –          | –             | 00,5 %     | –             | 00,6 %     | –             | –          | –             |            |
| Schill-Partei                              | –             | –          | –      | –             | –          | –             | –          | –             | 01,6 %     | 1             | –          | –             |            |
| Einzelbewerberin Nonka Schupp              | –             | –          | –      | –             | –          | –             | –          | –             | 00,2 %     | –             | –          | –             |            |
| BürgerBündnis freier Wähler                | –             | –          | –      | –             | –          | –             | –          | –             | –          | –             | 03,1 %     | 2             |            |
| Wählergruppe Alternative Spree-Neiße       | –             | –          | –      | –             | –          | –             | –          | –             | –          | –             | 01,0 %     | 1             |            |
| Einzelbewerberin Cornelia Schulz           | –             | –          | –      | –             | –          | –             | –          | –             | –          | –             | 00,3 %     | –             |            |
| Wahlbeteiligung                            | 67,6 %        | 67,6 %     | 60,8 % | 60,8 %        | 48,8 %     | 48,8 %        | 53,9 %     | 53,9 %        | 44,2 %     | 44,2 %        | 78,4 %     | 78,4 %        |            |

Bei der konstituierenden Sitzung des Kreistages wurden folgende Fraktionen gebildet: Die Linke (3 Sitze), SPD (7 Sitze), Freie Bürger (Bündnis 90/Die Grünen, BVB/Freie Wähler, FDP und GUB-SPN; 7 Sitze), CDU/Landwirtschaft und Umwelt (11 Sitze) und AfD (19 Sitze); drei Kreistagsabgeordnete sind fraktionslos. Ein für die Unabhängige Wählergemeinschaft Spree-Neiße gewählter Abgeordneter hatte sich der SPD-Fraktion angeschlossen.
Sitz des Kreistages ist die ehemalige Tuchfabrik Cattien in Forst.

### Landrat
- 1994–2010: Dieter Friese (SPD)
- seit 2010: Harald Altekrüger (CDU)

Altekrüger unterlag in der Landratsstichwahl am 24. Januar 2010 seinem Mitbewerber Dieter Friese (SPD), der 51,3 % der gültigen Stimmen erreichte. Allerdings verfehlte Friese durch die geringe Wahlbeteiligung von 26,4 % das erforderliche Quorum von 15 % der Wahlberechtigten. Infolgedessen hatte der Kreistag zu entscheiden. Er wählte Altekrüger am 19. April 2010 entsprechend § 72 (3) des Brandenburgischen Kommunalwahlgesetzes für eine Amtszeit von acht Jahren zum Landrat.
Altekrüger wurde in der Landratsstichwahl am 6. Mai 2018 mit 60,8 % der gültigen Stimmen für eine weitere Amtszeit von acht Jahren in seinem Amt bestätigt.
Der Landrat ist stimmberechtigtes Mitglied des Kreistages.

### Wappen, Flagge und Dienstsiegel
Der Landkreis Spree-Neiße führt Wappen, Flagge und Dienstsiegel. Der Innenminister des Landes Brandenburg genehmigte das Wappen am 6. September 1995, die Flagge im Jahre 1997.
Wappenbeschreibung
 „Gevierteilt; oben vorn in Silber ein aufrechter roter Krebs, hinten in Rot ein steigender, doppelt geschwänzter, gekrönter silberner Löwe; unten vorn in Blau eine dreiblättrige goldene Krone, hinten in Gold eine aufgerichtete, nach außen gebogene rote Hirschstange mit vier Enden und kleeblattförmiger Rose.“
Flaggenbeschreibung
„Geviert von Rot und Weiß, mit dem in der Mitte aufgelegten Kreiswappen.“
Dienstsiegel
„Der Landkreis Spree-Neiße führt folgendes Dienstsiegel: In der Mitte das Wappen des Landkreises Spree-Neiße und als Umschrift, Landkreis Spree-Neiße, Der Landrat.“

Wappen
Hissflagge
Banner

Die Wappen der Ämter, Städte und Gemeinden des Landkreises befinden sich unter der Liste der Wappen im Landkreis Spree-Neiße, die Flaggen unter der Liste der Flaggen im Landkreis Spree-Neiße.

### Partnerkreise
Der Landkreis Spree-Neiße unterhält Partnerschaften mit folgenden Landkreisen:
- East Lothian, Vereinigtes Königreich, seit 1999
- Regional District of Kootenay Boundary, Kanada, seit 1999
- Powiat Krośnieński (Krosno Odrzańskie), Polen, seit 2000
- Powiat Zielonogórski, Polen, seit 2002
- Powiat Żarski, Polen, seit 2011
- Oblast Kursk, Russland, seit 2017

Der Landkreis Spree-Neiße pflegt bereits seit 1998 Partnerschaften mit Landkreisen anderer Länder. Hauptzweck der Partnerschaften ist es, den Bürgern des Landkreises durch vielseitige Projekte und persönliche Begegnungen mit den Partnerregionen die Gelegenheit zu geben, andere Kulturen kennen und verstehen zu lernen, Grenzen zwischen Völkern abzubauen und auf diesem Wege ein tolerantes Miteinander zu fördern.

## Wirtschaft und Infrastruktur

### Wirtschaft

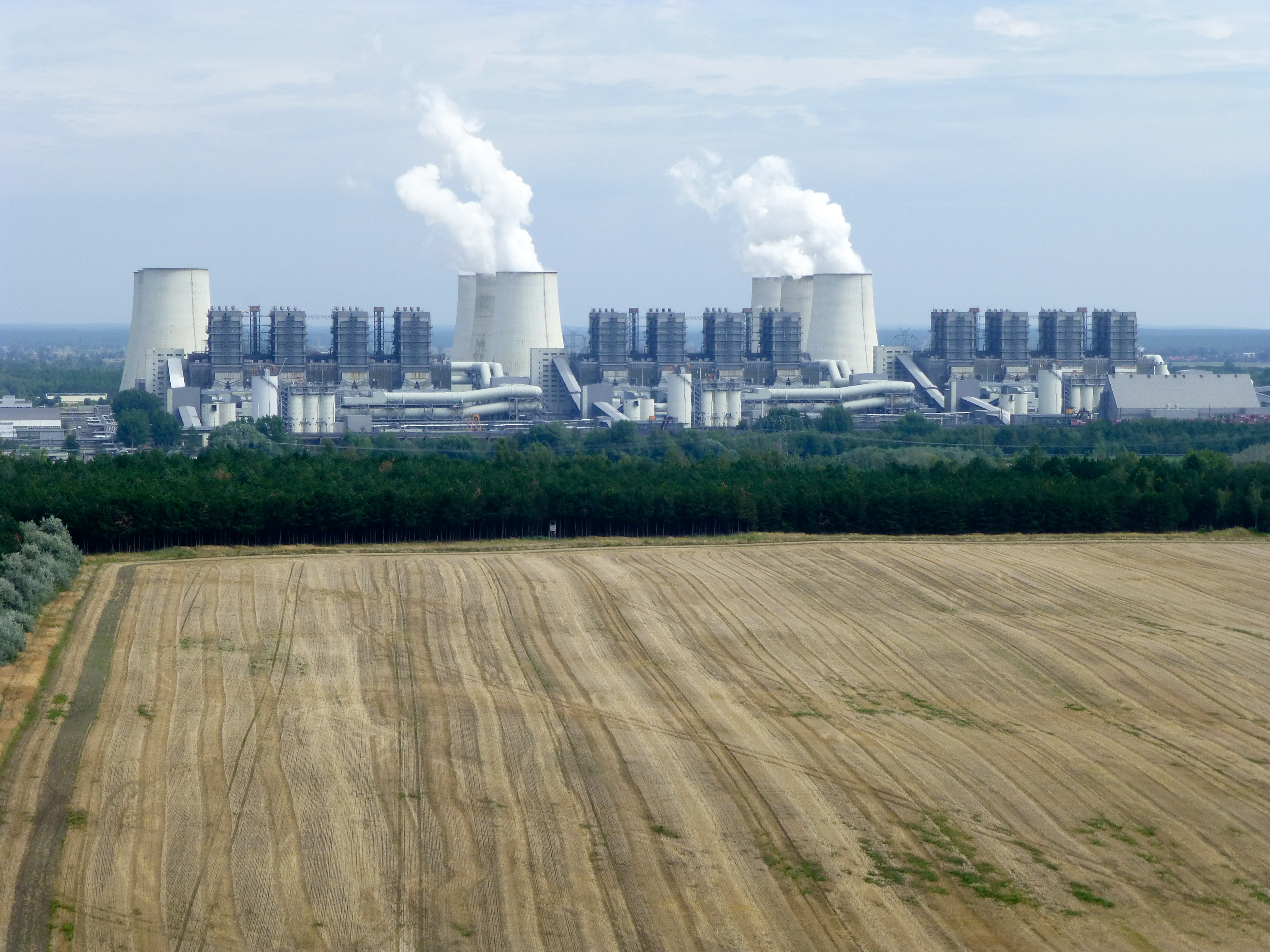
Kraftwerk Jänschwalde

Im Land Brandenburg zählt der Landkreis Spree-Neiße zu den industriellen Ballungsgebieten. Die Wirtschaftsstruktur ist traditionell durch die Braunkohle- und Energiewirtschaft geprägt. Aber auch die Kunststoff- und Chemieindustrie, die Ernährungswirtschaft, die Metallbearbeitung sowie die Papier-, Bau- und Baustoffindustrie sind als zukunftsfähige Branchen vorhanden. Bedeutende Industrie- und Gewerbegebiete befinden sich in den Städten Spremberg (Regionaler Wachstumskern), Forst (Lausitz), Guben und Welzow.
Der Landkreis Spree-Neiße hatte im Jahr 2016 ein Bruttoinlandsprodukt von 30.723 Euro je Einwohner.
Der Wirtschaftsstandort Spremberg ist einer von 15 Regionalen Wachstumskernen im Land Brandenburg. Dadurch werden ausgewählte zukunftsorientierte Branchen gefördert.
Im Zukunftsatlas, den die Schweizer Prognos AG in Zusammenarbeit mit dem Handelsblatt erstellt, belegte der Landkreis Spree-Neiße 2004 den 424. Platz von 439 untersuchten Regionen. 2007 belegte er den 414. und letzten Platz. In der Untersuchung 2010 erreichte man mit Platz 392 von 412 Regionen eine Verbesserung um 28 Plätze. Weitere drei Jahre später erreichte man Platz 394 von 402 Regionen. 2016 fiel man auf Platz 396 von 402 zurück. Im Zukunftsatlas 2019 wurde der Landkreis Spree-Neiße auf Platz 397 von 401 gelistet. Der Landkreis schneidet damit innerhalb Brandenburgs am schlechtesten ab.

### Verkehr

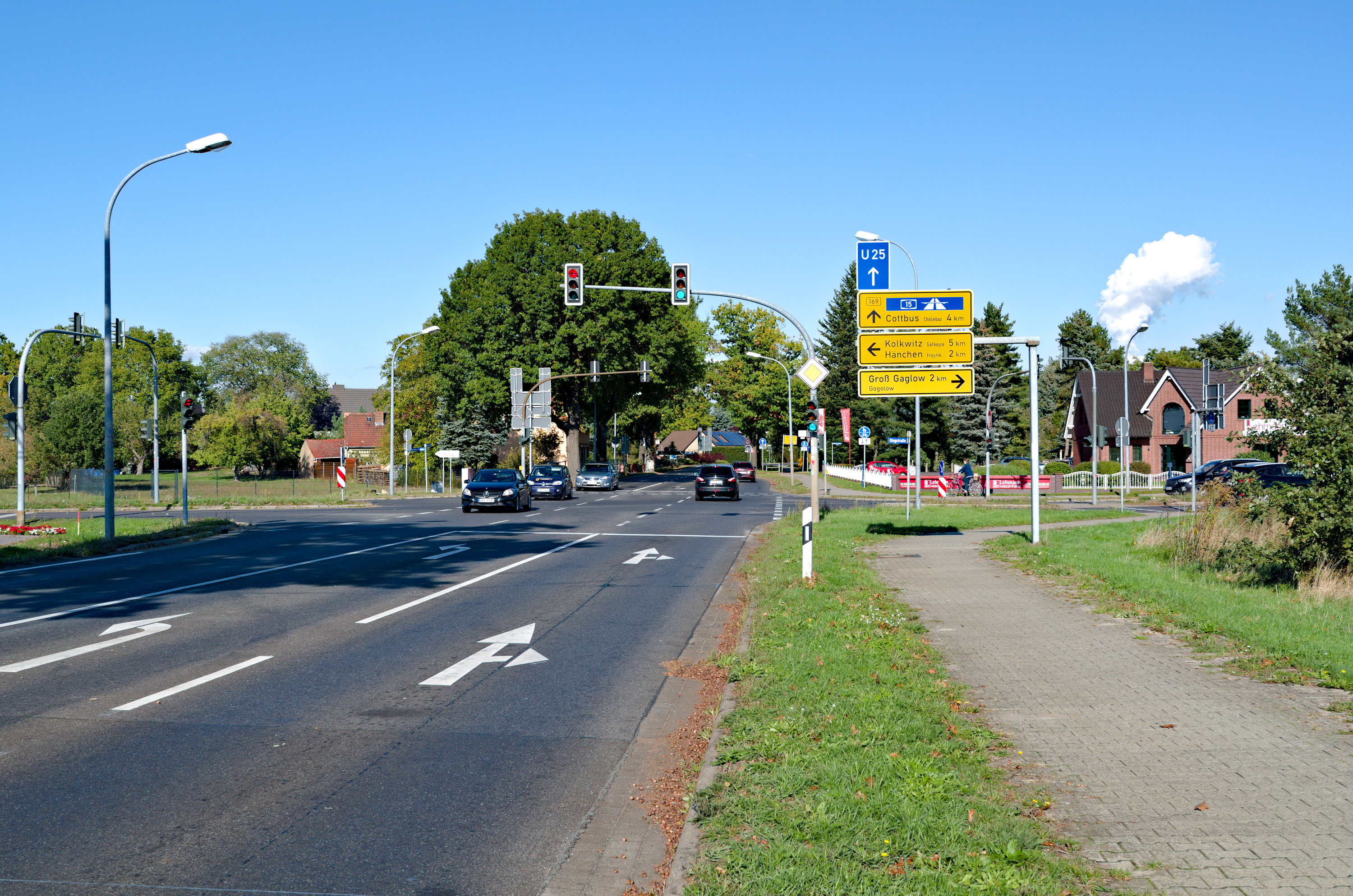
Bundesstraße 169 bei Klein Gaglow

Die Bundesautobahn 15 durchquert den Landkreis in westöstlicher Richtung. Des Weiteren verlaufen die Bundesstraßen 97, 112, 115, 156, 168, 169 und 320 im Kreisgebiet.
Wichtige Eisenbahnstrecken im Landkreis sind die Strecken Berlin–Görlitz, Cottbus–Forst, Cottbus–Guben und Großenhain–Cottbus.

### Tourismus

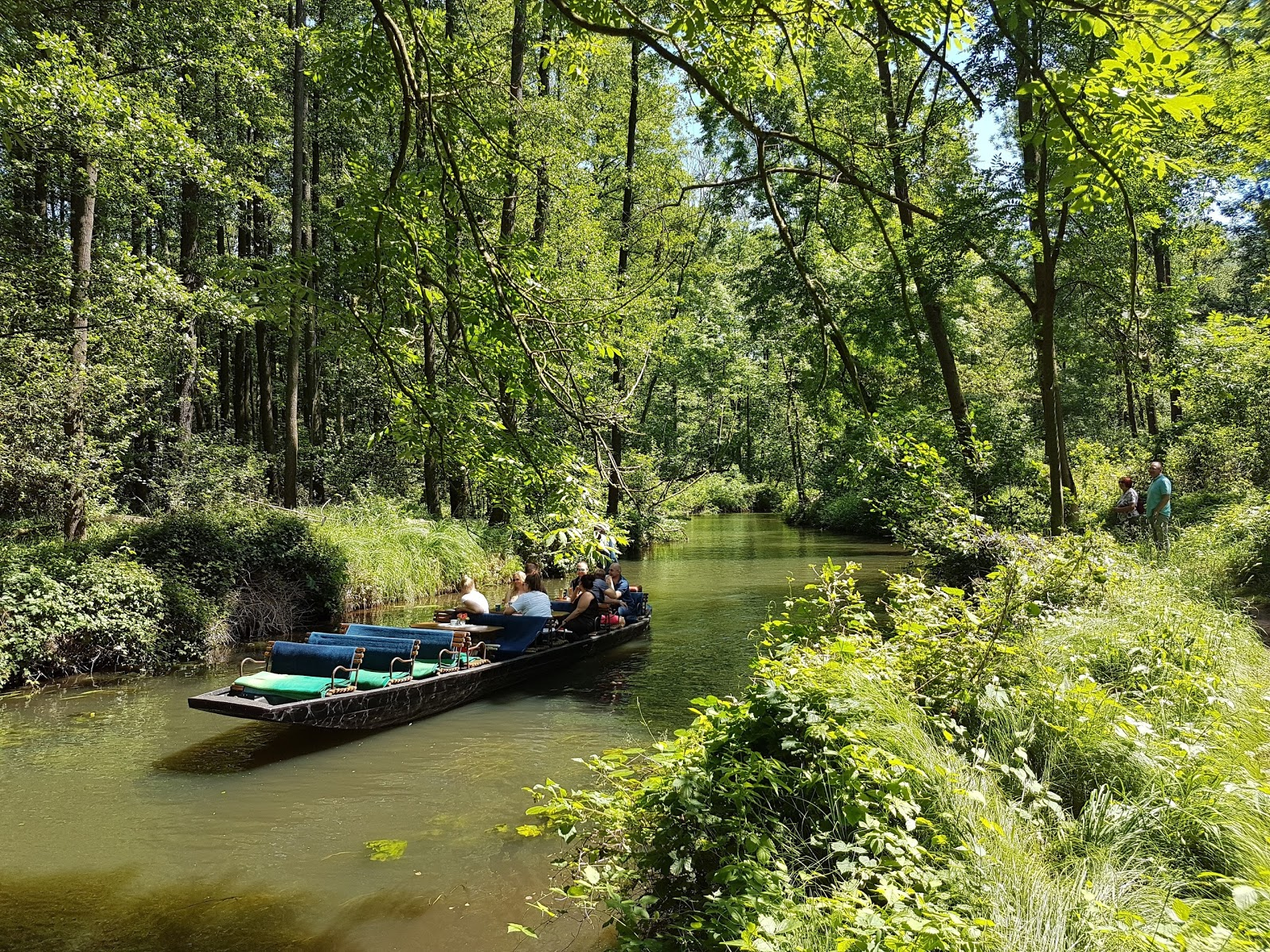
Kahnfahrt im Spreewald bei Burg

Der Landkreis Spree-Neiße hat Anteil an den Reisegebieten Spreewald, Niederlausitz und Lausitzer Seenland. Touristischer Hauptort ist der Kurort (Ort mit Heilquellenkurbetrieb) Burg (Spreewald).
Die Flüsse Spree und Lausitzer Neiße sind für den Kanutourismus prädestiniert. Zwei tätige Braunkohletagebaue prägen ebenfalls das Bild und sind nicht nur für Technikinteressierte beeindruckend. Hervorzuheben ist das dichte Radwegenetz (ca. 1000 km, größtenteils asphaltiert) mit sieben Radfernwegen (Oder-Neiße-Radweg, Spree-Radweg, Tour Brandenburg, Niederlausitzer Bergbautour, Fürst-Pückler-Weg, Seenlandroute und Gurkenradweg).

## Schutzgebiete
Im Landkreis befinden sich 22 ausgewiesene Naturschutzgebiete (Stand Februar 2017).

## Kfz-Kennzeichen
Am 1. Januar 1994 wurde dem Landkreis das Unterscheidungszeichen SPN zugewiesen und seitdem ausgegeben.
Bis etwa zum Jahr 2000 erhielten Fahrzeuge aus den Altkreisen besondere Erkennungsnummern:
| Gebiet             | Buchstaben | Zahlen    |
| ------------------ | ---------- | --------- |
| Altkreis Spremberg | A bis E    | 1 bis 999 |
| Altkreis Spremberg | Y          | 1 bis 999 |
| Altkreis Spremberg | AA bis EZ  | 1 bis 99  |
| Altkreis Spremberg | YA bis YZ  | 1 bis 99  |
| Altkreis Forst     | H bis L    | 1 bis 999 |
| Altkreis Forst     | X          | 1 bis 999 |
| Altkreis Forst     | HA bis HZ  | 1 bis 99  |
| Altkreis Forst     | XA bis XZ  | 1 bis 99  |
| Altkreis Guben     | M bis R    | 1 bis 999 |
| Altkreis Guben     | Z          | 1 bis 999 |
| Altkreis Guben     | MA bis RZ  | 1 bis 99  |
| Altkreis Guben     | ZA bis ZZ  | 1 bis 99  |
| Altkreis Cottbus   | S bis W    | 1 bis 999 |
| Altkreis Cottbus   | SC bis WZ  | 1 bis 99  |

Im Rahmen der Kennzeichenliberalisierung sind seit dem 19. März 2013 zudem die Unterscheidungszeichen FOR (Forst), GUB (Guben) und SPB (Spremberg) erhältlich, welche die Kennzeichen der drei Altkreise zwischen 1990 und 1993 widerspiegeln.

## Eingliederungen und Zusammenschlüsse von Gemeinden
In der Tabelle sind die Eingliederungen und Zusammenschlüsse von Gemeinden seit der Bildung des Landkreises am 5. Dezember 1993 erfasst.
| Gemeinde                     | Datum      | Eingliederung von                                            | nach             | Zusammenschluss von | zu                           |
| ---------------------------- | ---------- | ------------------------------------------------------------ | ---------------- | --- | ---------------------------- |
| Burg (Spreewald)             | 31.12.2001 | Müschen                                                      | Burg (Spreewald) | |                              |
| Cottbus                      | 26.10.2003 | Gallinchen Groß Gaglow Kiekebusch                            | Cottbus          | |                              |
| Dissen-Striesow              | 31.12.2001 |                                                              |                  | Dissen Striesow | Dissen-Striesow              |
| Drebkau                      | 01.10.1996 | Kausche                                                      | Drebkau          | |                              |
| Drebkau                      | 31.12.2001 |                                                              |                  | Casel Domsdorf Drebkau Greifenhain Jehserig Laubst Leuthen Schorbus Siewisch                                                                              | Drebkau                      |
| Felixsee                     | 31.12.2001 |                                                              |                  | Bloischdorf Bohsdorf Friedrichshain Klein Loitz | Felixsee                     |
| Felixsee                     | 26.10.2003 | Reuthen                                                      | Felixsee         | |                              |
| Forst (Lausitz)              | 06.12.1993 | Bohrau Briesnig Groß Bademeusel Groß Jamno Mulknitz Naundorf | Forst (Lausitz)  | |                              |
| Groß Schacksdorf-Simmersdorf | 31.12.2001 |                                                              |                  | Groß Schacksdorf Simmersdorf | Groß Schacksdorf-Simmersdorf |
| Guben                        | 06.12.1993 | Bresinchen Deulowitz Schlagsdorf                             | Guben            | |                              |
| Heinersbrück                 | 26.10.2003 | Grötsch                                                      | Heinersbrück     | |                              |
| Jämlitz-Klein Düben          | 31.12.2001 |                                                              |                  | Jämlitz Klein Düben | Jämlitz-Klein Düben          |
| Jänschwalde                  | 27.09.1998 | Horno                                                        | Jänschwalde      | |                              |
| Jänschwalde                  | 26.10.2003 |                                                              |                  | Drewitz Grießen Jänschwalde | Jänschwalde                  |
| Kolkwitz                     | 06.12.1993 |                                                              |                  | Babow Eichow Glinzig Gulben Hänchen Klein Gaglow Kolkwitz Krieschow Limberg Milkersdorf Papitz                                                            | Kolkwitz                     |
| Neiße-Malxetal               | 31.12.2001 |                                                              |                  | Groß Kölzig Jerischke Jocksdorf Klein Kölzig Preschen | Neiße-Malxetal               |
| Neuhausen/Spree              | 19.09.2004 |                                                              |                  | Bagenz Drieschnitz-Kahsel Frauendorf Gablenz Groß Döbbern Groß Oßnig Haasow Kathlow Klein Döbbern Komptendorf Koppatz Laubsdorf Neuhausen Roggosen Sergen | Neuhausen/Spree              |
| Schenkendöbern               | 28.05.1998 |                                                              |                  | Groß Gastrose Kerkwitz | Gastrose-Kerkwitz            |
| Schenkendöbern               | 31.12.1998 |                                                              |                  | Lübbinchen Pinnow Reicherskreuz Staakow | Pinnow-Heideland             |
| Schenkendöbern               | 31.12.1998 |                                                              |                  | Grano Groß Drewitz Krayne Lauschütz Schenkendöbern Sembten                                                                                                | Lutzketal                    |
| Schenkendöbern               | 26.10.2003 | Gastrose-Kerkwitz                                            | Schenkendöbern   | Atterwasch Bärenklau Grabko Lutzketal Pinnow-Heideland | Schenkendöbern               |
| Schmogrow-Fehrow             | 31.12.2001 |                                                              |                  | Fehrow Schmogrow | Schmogrow-Fehrow             |
| Spremberg                    | 27.09.1998 | Schwarze Pumpe Sellessen                                     | Spremberg        | |                              |
| Spremberg                    | 31.12.2002 | Graustein Groß Luja Lieskau Türkendorf                       | Spremberg        | |                              |
| Spremberg                    | 31.12.2001 |                                                              |                  | Hornow Wadelsdorf | Hornow-Wadelsdorf            |
| Spremberg                    | 01.01.2016 | Hornow Wadelsdorf                                            | Spremberg        | |                              |
| Tauer                        | 06.12.1993 | Schönhöhe                                                    | Tauer            | |                              |
| Teichland                    | 31.12.2000 |                                                              |                  | Bärenbrück Maust Neuendorf | Teichland                    |
| Tschernitz                   | 26.10.2003 | Wolfshain                                                    | Tschernitz       | |                              |
| Turnow-Preilack              | 31.12.2001 |                                                              |                  | Preilack Turnow | Turnow-Preilack              |
| Welzow                       | 26.10.2003 | Proschim                                                     |                  | |                              |
| Welzow                       | 01.01.2006 | Haidemühl Devastierung                                       | Welzow           | |                              |
| Wiesengrund                  | 31.12.2001 |                                                              |                  | Gahry Gosda Jethe Mattendorf Trebendorf | Wiesengrund                  |